# كأس الخليج للأندية 2009–10
كأس الخليج للأندية 2009–10 هو الموسم 25 من  كأس الخليج للأندية. أشرف على تنظيمه الاتحاد الآسيوي لكرة القدم، وكان عدد الأندية المشاركة فيه  12، وفاز فيه نادي الوصل.